# Грумент
Грумент — древний город в центре Лукании, там, где сейчас находится коммуна Грументо-Нова, 50 км к югу от Потенцы по прямой дороге через Анксия, и 80 км по Виа Геркулия, в точке разветвления дорог на восток до Гераклеи Лукании.

## История
Первые поселения луканов в этой области датируются VI веком до н. э., однако город был основан римлянами в III в. до н. э., в ходе Самнитских войн, в качестве укреплённого аванпоста. В 215 г. до н. э. полководец карфагенян Ганнон потерпел поражение под его стенами, а в 207 г. до н. э. Ганнибал сделал его своей штаб-квартирой. В ходе Союзнической войны был мощной крепостью, которая, впрочем, несколько раз переходила из рук в руки. Город стал колонией во времена Суллы, или, самое позднее, — в эпоху Августа, и, видимо, имел некоторое значение.
В 370 г. Грумент стал резиденцией епископа, но вскоре после этого пришёл в запустение. Для защиты от набегов сарацин (в IX—X веках), в 954 г. был построен новый город (Сапонара или Сапонариа, современный Грументо-Нова).
Место находится на правом берегу реки Агри, на высоте около 600 м над уровнем моря, ниже современного Грументо-Нова, который расположен выше (772 м).
Руины города включают обширный амфитеатр (арена 62,5×60 м, I век до н. э.), единственный в Лукании. Имеются также развалины театра. Документы сохранили записи о ремонте городских стен и строительстве в 57-51 гг. до н. э. терм, следы которых также обнаружены; строительстве в 43 г. до н. э. портика, остатки которого видны вдоль древней дороги, проходившей через Грумент с юга на север. Также имеется домус с мозаикой IV века и два небольших храма времён империи. За пределами стен обнаружены монументальные гробницы, раннехристианская базилика и акведук.
Многие находки можно увидеть в Археологическом музее рядом с зоной раскопок.